# Graux (Vosges)
Pour les articles homonymes, voir Graux.
Graux est une ancienne commune française du  département des Vosges en région Grand Est. Elle est intégrée à celle de Tranqueville en 1882 pour former la commune de Tranqueville-Graux.

## Toponymie
Mentions anciennes : Graus (1263), Graulz (1403), Graulx (1601), Graux (1756).
Issu du latin gravum « gravier »  signifiant et désignant un terrain pierreux, plein de sable a gros grains  en gaulois.

## Histoire
Il existe aux archives de cette ancienne commune, un titre du 22 août 1603, qui règle le droit des habitants de Graux de faire vain-pâturer leurs bestiaux sur partie du finage de Punerot et celui des habitants de ce dernier lieu de prendre de la grève pour leur usage en la gravière ancienne et accoutumée dudit Graux.
Au XVIIIe siècle, Graux dépend du bailliage de Toul, du parlement de Metz et de la châtellenie de Brixey.
La commune de Graux est réunie à celle de Tranqueville en 1882.

## Démographie
| 1793 | 1800 | 1806 | 1821 | 1831 | 1836 | 1841 | 1846 | 1856 |
| ---- | ---- | ---- | ---- | ---- | ---- | ---- | ---- | ---- |
| 56   | 53   | 59   | 61   | 72   | 65   | 67   | 67   | 45   |

| 1861 | 1866 | 1876 | - | - | - | - | - | - |
| ---- | ---- | ---- | - | - | - | - | - | - |
| 54   | 58   | 37   | - | - | - | - | - | - |

## Lieux et monuments
- Château de Grandprey[2]
- Chapelle Saint-Nicolas (XVIIe siècle)

## Personnalités liées
- M. Clément de Grandpré, conventionnel, est mort au château de Graux ; ses restes sont déposés dans une chapelle que, par une clause de son testament, il oblige ses héritiers ou leurs acquéreurs à conserver et à entretenir[2]